# Pavle Rak
Pavle Rak, slovenski filozof, teolog, prevajalec in publicist, * 1950, Zemun, Srbija.
Prisoten je v slovenskem, srbskem, ruskem in francoskem kulturnem prostoru (z vrsto knjižnih izdaj v slovenščini, srbščini, ruščini, francoščini in drugih jezikih).

## Življenjepis

### Zgodnje življenje
Pavle Rak se je rodil leta 1950 v Zemunu. Njegova mama je Slovenka, njegov oče pa je sin Slovenca in pravoslavne Srbkinje. Oče Aleksander, kemik, je služboval v Beogradu in na dopustu v Opatiji spoznal Slovenko Ano Vodiškar. Pavle je odraščal v Srbiji, a je redno obiskoval sorodnike v Sloveniji, zato se je naučil slovenščine.

### Študij
V Beogradu je sprva študiral fizikalno kemijo in po enem letu nezadovoljstva s študijem odšel za eno leto na delo v Helios, kjer je toliko privarčeval, da se je vpisal na študij po svoji volji – filozofijo v Beogradu. Med študijem se je preživljal s prevajanjem slovenske literature v srbščino. Študij je končal leta 1976.
Pavle Rak je v študentskih letih prisegal na anarhizem. Pri njem ga je zanimal predvsem aspekt notranje svobode, manj njegovi socialni vidiki. Potem je ugotovil, da je v pravoslavnem krščanstvu tovrstne svobode še veliko več, zato se je tekom študija spreobrnil v pravoslavno krščanstvo.
V osemdesetih letih se je preselil v Pariz in se tam srečal s pravoslavnim krščanstvom. Od leta 1980 je živel v Parizu, kjer je obiskoval predavanja na Ruskem teološkem inštitutu svetega Sergija, se spoprijateljil s tam živečimi ruskimi pisatelji in slikarji. Bil je eden od ustanoviteljev in urednikov revije, posvečene dialogu filozofije, religije in umetnosti, ki je v ruščini izhajala od 1984 do 1992.

### Potovanje na goro Atos
Sveta gora Atos je bila zanj vir umetniškega navdiha. Prvič jo je videl v dokumentarnem filmu, ki si ga je ogledal, ko je bil še študent v Beogradu. Osupnila ga je lepota narave in samostanov. Odločil se je, da bo potovanje na Atos nagrada, ki si jo bo dal za diplomo.
Leti 1990 in 1991 je preživel na Atosu, od tega skoraj eno leto v samostanu Hilandar.
Po nekaj letih samostanskega življenja je imel z enim od menihov, ki jih je tam spoznal, namen oditi živet pravo puščavniško življenje, vendar se mu ta ni mogel pridružiti. Rak je nato pristal v srbskem samostanu, kjer se je zaradi slabe organizacije časa odločil, da ne bo menih. 

## Duhovni razvoj
Na njegov duhovni razvoj so vplivali predvsem Taras Kermauner (literarni zgodovinar in filozof), Gorazd Kocijančič (filozof, publicist in prevajalec) in Tatjana Goričeva (pisateljica) .
Kermauner ga je navdihnil z intelektualnim in etičnim erosom, z odprtostjo, neskončno energijo za samospraševanje in dialogiziranje. Prevedel je veliko njegovih esejev in se iz njih naučil pomena samokritike in distance do sebe. Kocijančič je s poglobljenim pojmovanjem apofaze kot bistvenega elementa krščanstva Raku odprl pogled na nekoliko drugačen vidik krščanstva, saj je bil Rak v krščanski praksi in pri pisanju bolj osredotočen na kenozo in askezo kot delo na sebi. Goričeva ga je naučila aktivne drže v življenju ter intelektualne in delovne discipline. Nanj je vplival tudi Olivier Clement, francoski pravoslavni teolog, ki ga je očaral z milino, s katero je razvijal pojmovanje duhovnega življenja in razumevanje za drugega in drugačnega.

## Dela
Rak je napisal veliko literarnih del v slovenščini, srbščini, ruščini, francoščini in drugih jezikih. V slovenščini je do zdaj izdal štiri. Njegova najbolj znana dela so:
- Approches de l'Athos (1998): Razmišljanja obiskovalca, pravoslavnega laika, o vsem, kar vzbuja Sveta Gora tako z zgodovinskega kot z duhovnega vidika. S temi menihi deli muko življenja v svetu brez svetosti, v tem kraju številnih in bolečih skušnjav, a tudi tukaj bolj kot drugod zaupa v Kristusovo ljubezen.
- Saint Séraphin est de retour (1999): Prizori lepote in iskrenosti ruske vere, obiski samostanov in župnijskih cerkva, zasebna srečanja vsakdanjega življenja ... In tudi intenzivnost neuradne kulture, značilne za 70. in 80. leta, branja, zasebne razstave ...
- Nacionalistička internacionala (2002): Knjiga o ruskem nacionalizmu in temnih straneh sodobne Rusije.

### Dela v slovenščini
- Čigava? misli ob prapradedovih spominih na Bosno (Maribor : Slomškova založba, 1994, COBISS.SI-ID 35699969): Uvid v neteleološki značajsvetne zgodovine nam Rak na sugestiven način predstavi s tem, da pred svoje razmišljanje o danšnji Bosni postavi zanimive spominske zabeležke svojega prapradeda Dionizija Marinkovića, učitelja v Bosni, ki je v njih opisal svoja doživetja med leti 1835 in 1900.
- Vrnil se je sveti Serafim (Maribor : Slomškova založba 1997, COBISS.SI-ID 42166017) : Potopisi, pogovori, pričevanja in razmišljanja o novi (in stari) Rusiji
- Utišanje srca: roman (KUD Logos, 2011, COBISS.SI-ID 259348224): Knjiga o meništvu - o življenju, dišečem, svetlem, polnem naporov in tihega veselja, odkritosti in upanja, ki poteka pod perutjo angela svetlobe, pa tudi o življenju. Gre za enega najboljših slovenskih romanov s tovrstno tematiko, uvrščenega med 10 najboljših slovenskih knjig tistega leta.
- Zlati ptič na kobrini glavi (Ljubljana, Cankarjeva založba, 2002, COBISS.SI-ID 117433344) : Mozaičen prikaz bežnih, a izrazitih popotnih vtisov iz Evrope in iz Azije, ki jih dopolnjujejo poglobljene meditacije o tem in o onem.